# Cantó de Vesoul-Est
El cantó de Vesoul-Est és un cantó francès del departament de l'Alt Saona, situat al districte de Vesoul. Té 12 municipis i part del de Vesoul.

## Municipis
- Colombier
- Comberjon
- Coulevon
- Frotey-lès-Vesoul
- Montcey
- Navenne
- Quincey
- Varogne
- Vellefrie
- Vesoul (part)
- La Villeneuve-Bellenoye-et-la-Maize
- Villeparois
- Vilory

## Història
| Data d'elecció                           | Identitat         | Partit                | Qualitat |
| ---------------------------------------- | ----------------- | --------------------- | -------- |
| 1945-1951                                | Robert Depoulain  | PCF                   |          |
| 1951-1958                                | Marcellin Carraud | Divers droite         |          |
| 1958-19..                                | M. Renet          | Radical               |          |
| 19..-1964                                | M. Karcher        | Radical               |          |
| 1964-1976                                | Pierre Renet      | Radical, després CNIP |          |
| 1976-1982                                | Guy Batlogg       | PS                    |          |
| 1982-1988                                | Bernard Ferry     | UDF                   |          |
| 1988-1994                                | Loïc Niepceron    | PS                    |          |
| 1994-                                    | Jean-Claude Ayala | RPR, després UMP      |          |
| les dades anteriors no són pas conegudes |                   |                       |          |
|                                          |                   |                       |          |